# Джексон (округ, Теннессі)
Шаблон:StateAbbr_ 36°22′ пн. ш. 85°40′ зх. д. / 36.36° пн. ш. 85.67° зх. д.
Округ Джексон (англ. Jackson County) — округ (графство) у штаті Теннессі, США. Ідентифікатор округу 47087.

## Історія
Округ утворений 1801 року.

## Демографія
За даними перепису 2000 року загальне населення округу становило 10984 осіб, усе сільське. Серед мешканців округу чоловіків було 5430, а жінок — 5554. В окрузі було 4466 домогосподарств, 3141 родин, які мешкали в 5163 будинках. Середній розмір родини становив 2,89.
Віковий розподіл населення поданий у таблиці:
| Стать    | До 15 років | 15-21 | 22-29 | 30-39 | 40-49 | 50-65 | 65-85 | Понад 85 |
| -------- | ----------- | ----- | ----- | ----- | ----- | ----- | ----- | -------- |
| Чоловіки | 1035        | 487   | 530   | 777   | 838   | 1070  | 642   | 51       |
| Жінки    | 977         | 447   | 508   | 764   | 835   | 1072  | 802   | 149      |

## Суміжні округи
- Клей — північ
- Овертон — схід
- Патнем — південь
- Сміт — південний захід
- Мейкон — північний захід

## Виноски
1. ↑  U.S. Decennial Census. United States Census Bureau. Архів оригіналу за 26 квітня 2015. Процитовано 7 квітня 2015.
2. ↑  Historical Census Browser. University of Virginia Library. Архів оригіналу за 11 серпня 2012. Процитовано 7 квітня 2015.
3. ↑  Forstall, Richard L., ред. (27 березня 1995). Population of Counties by Decennial Census: 1900 to 1990. United States Census Bureau. Архів оригіналу за 21 лютого 2015. Процитовано 7 квітня 2015.
4. ↑  Census 2000 PHC-T-4. Ranking Tables for Counties: 1990 and 2000 (PDF). United States Census Bureau. 2 квітня 2001. Архів оригіналу (PDF) за 18 грудня 2014. Процитовано 7 квітня 2015.
5. ↑  State & County QuickFacts. United States Census Bureau. Архів оригіналу за 5 липня 2011. Процитовано 3 грудня 2013.(англ.) Наведено за англійською вікіпедією.
6. ↑  American FactFinder. Бюро перепису населення США. Архів оригіналу за 21 травня 2008. Процитовано 31 січня 2008.

| США | Це незавершена стаття з географії США. Ви можете допомогти проєкту, виправивши або дописавши її. |